# Wilhelm Imkamp (Maler)

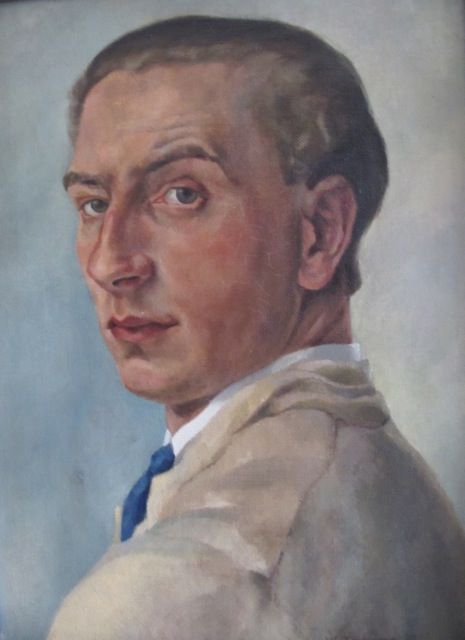
„Selbstbildnis des Künstlers“, 1930

Wilhelm Imkamp (* 9. März 1906 in Münster; † 1. November 1990 in Stuttgart) war ein deutscher Maler sowie Schüler des Bauhauses und zählt zu den bedeutenden abstrakten Malern der Nachkriegszeit in Deutschland.

## Leben

### Jugend
Wilhelm Imkamp war das jüngste von vier Kindern eines selbständigen Maler-, Glaser- und Anstreichermeisters. Er besuchte zunächst die Volksschule und machte 1926 an der Oberrealschule in Münster das Abitur. Er malte seit er klein war und wurde von den Mitschülern grundsätzlich nur „Maler“ genannt. Ab dem 14. Lebensjahr besuchte er die sogenannte „Gipsklasse“ der Kunstgewerbeschule Münster, in der nach Gipsmodellen gezeichnet wurde. Ab dem 16. Lebensjahr besuchte er zusätzlich die „Aktklasse“. Schon früh unterstützte er seine Eltern finanziell mit kleineren Porträtaufträgen. Auf Anraten seines Zeichenlehrers bewarb er sich 1926 am Staatlichen Bauhaus Dessau.

### Ausbildung am Staatlichen Bauhaus Dessau

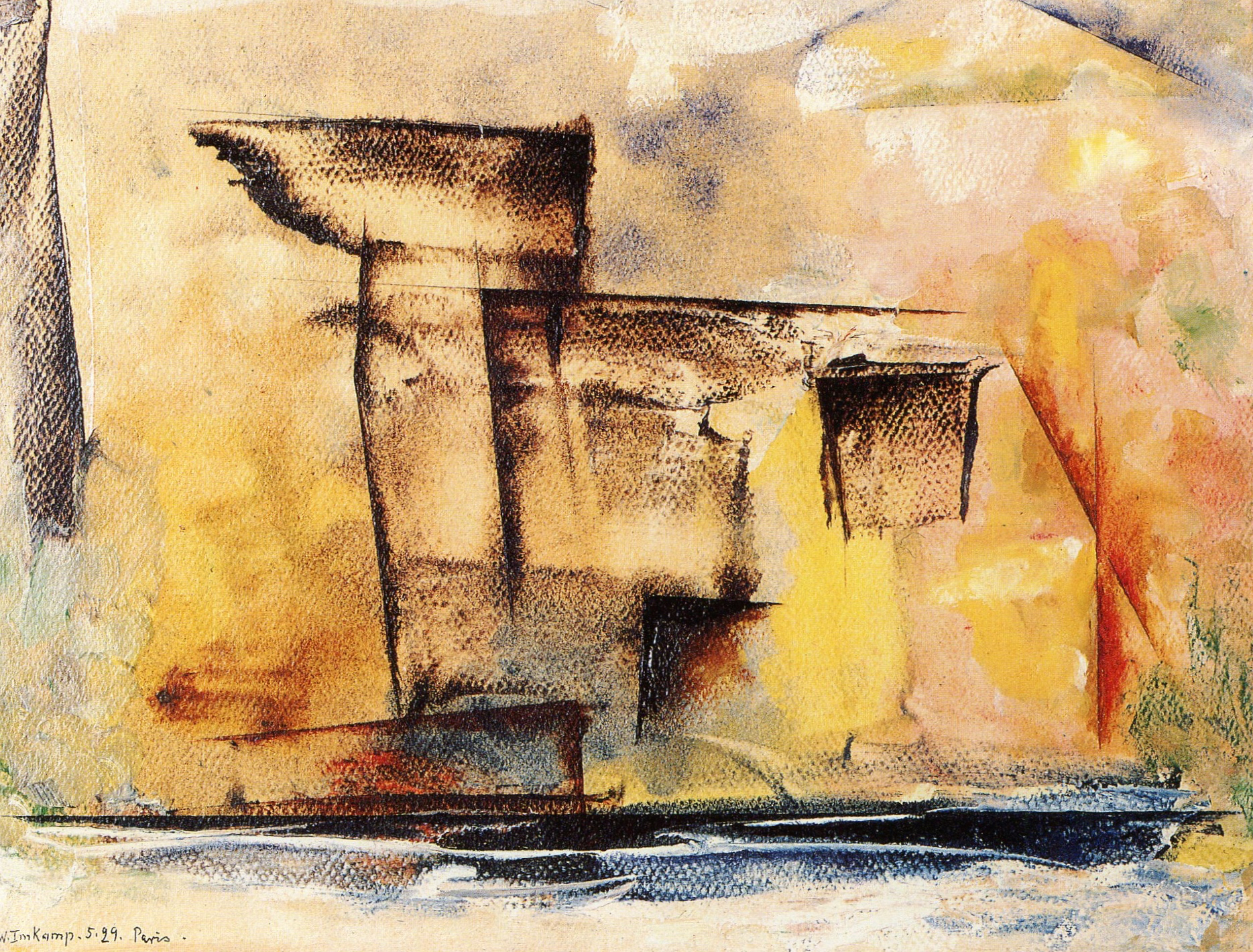
W. Imkamp „Ohne Titel“, 1929

Imkamp begann das Studium zum Wintersemester 1926/27. Er besuchte den Vorkurs von Josef Albers und beteiligte sich an den Arbeiten in den Werkstätten für Wandmalerei und die Bauhausdruckerei, zusätzlich besuchte er die Farb- und Formenlehre bei Kandinsky. Ab 1927 studierte Imkamp in den freien Malklassen bei Paul Klee und Wassily Kandinsky. Imkamp besuchte Lyonel Feininger, der keinen offiziellen Lehrauftrag hatte, wiederholte Male in dessen Meisterhaus.
Sein Studium finanzierte er sich weiterhin mit Porträtmalerei, vom Land Westfalen erhielt er einen einmaligen Förderpreis für die Ausbildung am Bauhaus. 1928/29 nahm Imkamp an der Wanderausstellung „Junge Bauhausmaler“ teil, die in Halle an der Saale, Braunschweig, Erfurt, Berlin und Krefeld gezeigt wurde. Darüber hinaus wurden seine Bilder 1929 in der „Juryfreien Kunstschau“ im Landesausstellungsgebäude am Lehrter Bahnhof ausgestellt.
1929 ließ sich Imkamp am Bauhaus beurlauben und ging für ein Studienjahr nach Paris. In dieser Zeit stand er in Kontakt mit Kandinsky, der ihm bescheinigte, seine eigene Sprache gefunden zu haben. Es entstand die sogenannte „Pariser Mappe“, die mit ihren 29 Blättern den Kern seines künstlerischen Schaffens bildet. Nach seinem Studium ließ sich Imkamp als freischaffender Künstler in Essen nieder.

### Nationalsozialismus

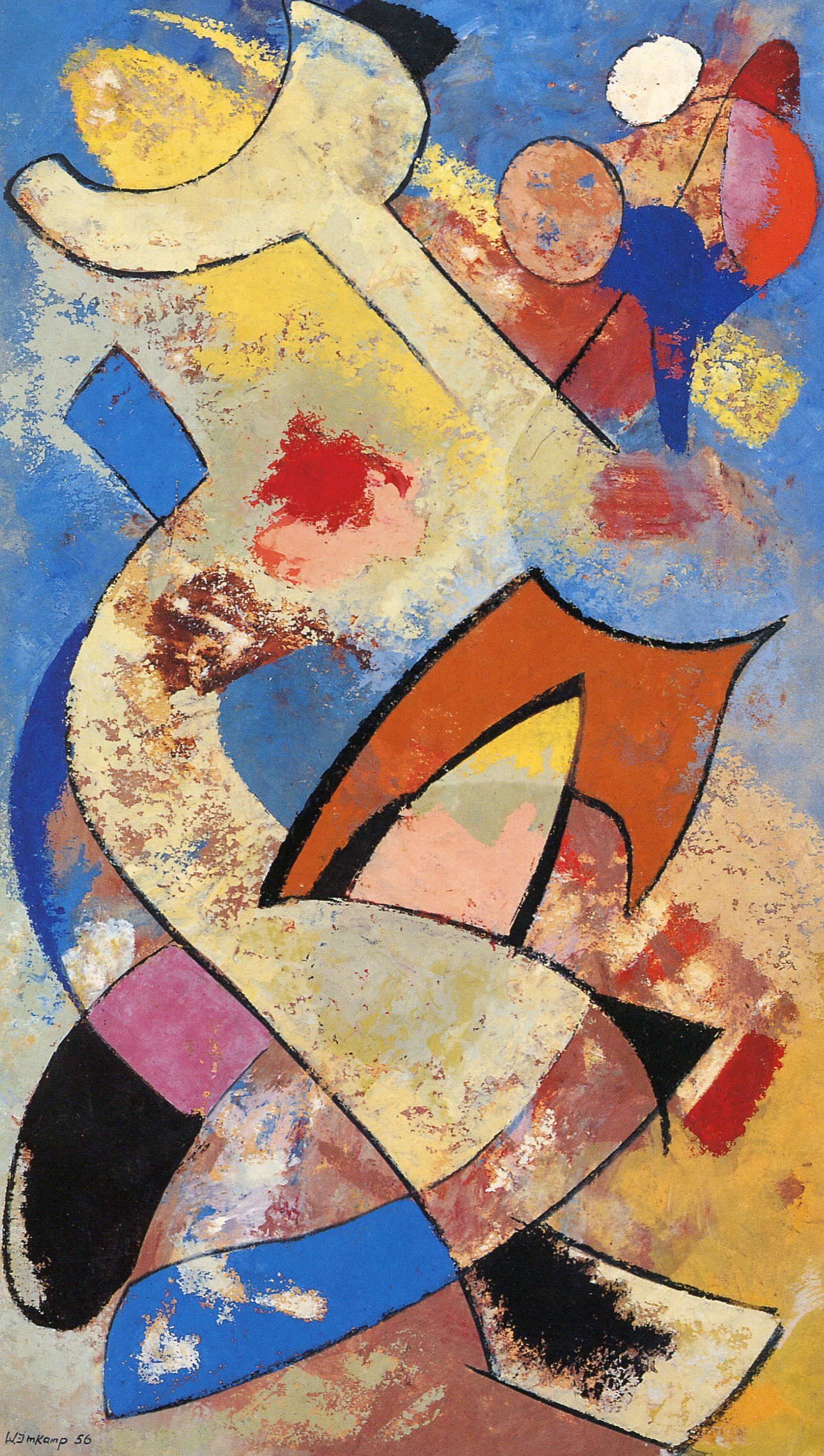
W. Imkamp: "Clownerie", 1956

Das Essener Folkwangmuseum zeigte 1932 eine Einzelausstellung mit gegenstandsloser Malerei Imkamps, die 1932/33 an das Städtische Museum in Duisburg ging. Eine weitere Übernahme durch andere Museen wurde von den Nationalsozialisten verhindert. Um dem drohenden Malverbot zu entgehen, trat Imkamp bis 1945 offiziell nur noch als Porträtmaler auf, womit er auch tatsächlich sein Geld verdiente, und ging seiner Leidenschaft, der abstrakten Malerei, nur noch im Verborgenen nach. 1939 heiratete er Charlotte Rube und zog nach Gießen. Im gleichen Jahr wurde Imkamp einberufen und war als Soldat und ab 1944 als Unteroffizier bei der Luftwaffenbaukompanie. Um seine Position als Porträtmaler zu festigen, nahm Imkamp in den Jahren 1939, 1940, 1941 und 1943 an der Großen Deutschen Kunstausstellung in München teil. Hitler kaufte 1939 das Porträt der Pianistin Elly Ney, was zur Folge hatte, dass Imkamp als „Kriegsmaler“ verpflichtet, und an die Westfront versetzt wurde, was ihn vor der schweren körperlichen Arbeit in der Baukompanie bewahrte. 1942 konnte er Kandinsky in dessen Atelier in Paris treffen. 1944 wurden die Wohnung und das Atelier in Gießen bei einem Bombenangriff vollständig zerstört, weshalb Imkamp 1945 nach Allendorf (Lumda) übersiedelte. 1946 wurde Imkamp im Zuge der Entnazifizierung als „unbelastet“ eingestuft.

### Nachkriegsabstraktion
Nach dem Krieg widmete sich Imkamp ausschließlich der Abstraktion. Über den Nervenarzt Walter Winkler lernte er den Kunsthistoriker Richard Hamann kennen, der ihm 1946 zu seiner ersten Einzelausstellung im Marburger Universitätsmuseum verhalf. Zunächst im Gebiet Rhein-Ruhr und Westfalen bekannt, weitete Imkamp mit dem Beitritt zur Künstlervereinigung „Neue Gruppe“ und der damit verbundenen jährlichen Teilnahme der Ausstellungen im Haus der Kunst in München, seine Kontakte nach Süddeutschland aus. Angeregt durch den Kunsthistoriker Julius Baum zog Imkamp 1948 nach Asperg bei Stuttgart, um sich dem neuen Zentrum für abstrakte Kunst zu nähern. Hier entstanden die wichtigen Freundschaften zur Malerin Ida Kerkovius und zum Kunstsammler Erich Schurr, in dessen Galerie „Maercklin“ Imkamp drei Einzelausstellungen hatte. 1951 trat Imkamp der Künstlervereinigung „Gruppe sw“ bei und zog 1953 nach Stuttgart. Dort beteiligte er sich bis 1959 ehrenamtlich in der Jury und Hängekommission des Kunstvereins. Mehrere Lehrangebote schlug Imkamp aus, um sich auf seine Malerei zu konzentrieren. In den 1950er- und 1960er-Jahren fanden neben unzähligen Ausstellungsbeteiligungen viele der bis heute etwa 40 Einzelausstellungen im In- und Ausland statt. So befinden sich heute über 70 Bilder in mehr als 30 Museen, allerdings ist der größte Teil der Bilder in Privatbesitz. Imkamp suchte immer den direkten Kontakt zu den Sammlern und entschloss sich bis in die 1960er-Jahre hinein, nicht mit dem Kunsthandel zusammenzuarbeiten, sondern seine Bilder selbst zu verkaufen. Somit war vor allem in den 1970er- und 1980er-Jahren seine Meisterschaft eingeweihten Kunstfreunden bekannt, Imkamp aber im Gegensatz zu seinen Kollegen, die sich des offiziellen Kunstmarktes bedienten, weniger populär. Er scheute den „Kunstrummel“ und zog sich im Alter mehr und mehr in sein Atelier zurück. 1979 bekam er im Alter von 73 Jahren vom baden-württembergischen Ministerpräsidenten ehrenhalber den Professorentitel verliehen. Imkamp starb 1990 in seinem Atelierhaus in Stuttgart.

## Werk

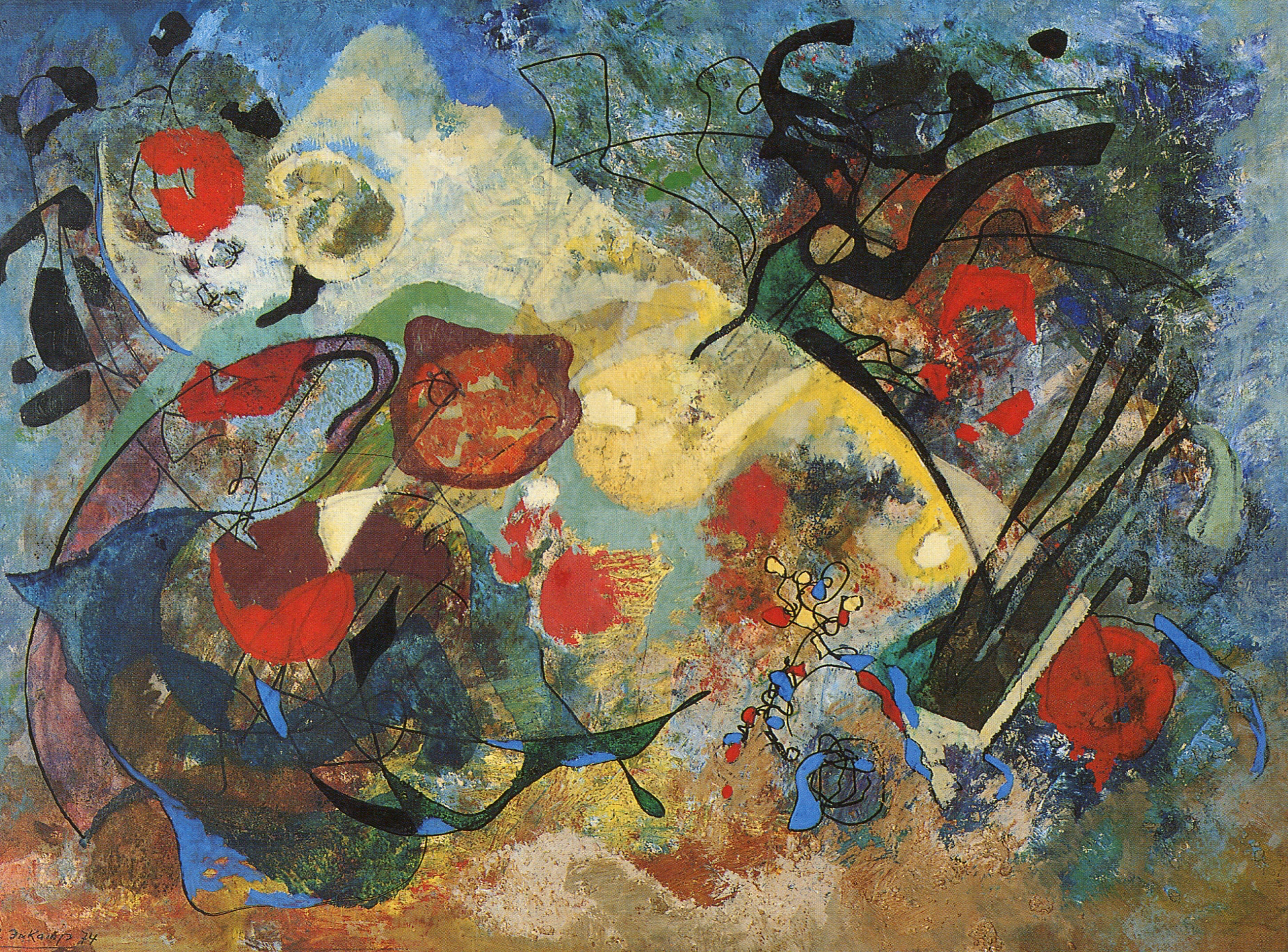
W. Imkamp, „Ohne Titel“, 1974

Auch wenn Imkamp in seinem Leben über 500 Porträts anfertigte und sich damit einige Jahre seines Lebens sein Einkommen sicherte, ist und bleibt die abstrakte Malerei das Herzstück seines Werkes. Imkamp verfolgte mit ihr das Ziel, den Betrachter zu erfreuen und ihm ein Fest fürs Auge zu bereiten. Seine Bilder entstanden ohne Skizzen und Vorstudien, er malte immer an mehreren Bildern zur selben Zeit und ließ in vielen Einzelschritten eine Komposition allein aus dem Zusammenwirken von Farbe und Form entstehen. Eindrücke aus der Natur und Musik waren seine Inspirationsquellen, die im Gestaltungsprozess mitwirkten, doch letztlich entstand eine ganz neu hervorgebrachte Bildwelt, anhand derer auch die Bildtitel gefunden wurden.
Imkamp ist mit seinem Werk klar als Bauhausschüler zu erkennen, stark beeinflusst von Kandinskys Farbkompositionen, Klees erzählerischer Spannweite und Feinigers strukturierter Raumbewältigung. Er erarbeitete sich jedoch über die Jahre hinweg unter den Schülern des Bauhauses eine künstlerisch sehr eigenständige Position.
Imkamps abstraktes Nachkriegswerk ist grob in fünf Werkgruppen zu gliedern: Direkt nach dem Krieg knüpfte Imkamp mit einigen Kompositionen an die, Ende der 1920er-Jahre entstandene „Pariser Mappe“ an, bevor er dann Mitte bis Ende der 1940er-Jahre die Auseinandersetzung mit Feiningers Werk suchte. Dabei entstanden Bilder, deren konstruktive Formgebilde architektonischen Charakter haben und in der Farbe meist etwas zurückhaltend sind. In den 1950er- und 1960er-Jahren nimmt die Leuchtkraft der Bilder zu, Heiterkeit macht sich breit, die strahlenden Formen heben sich von dem meist einfarbigen Hintergrund ab. In den 1970er-Jahren entstanden neben überaus dynamischen, fast barock anmutenden Kompositionen einige bewegte Tuschezeichnungen, in denen man mehr als bei den anderen Bildern erotisch anmutende Formen findet. Im letzten Lebensjahrzehnt Imkamps entstanden viele in ihrer Erzählweise humorvolle Kleinformate, in denen Phantasiewesen ihren Schabernack treiben, das graphische Element nimmt im Alterswerk an Bedeutung zu.

## Ausstellungen

### Einzelausstellungen (Auswahl)
- 1932: Museum Folkwang, Essen
- 1932/33: Städtisches Museum, Duisburg
- 1946: Universitätsmuseum, Marburg
- 1947: Galerie Griesebach, Heidelberg
- 1950: Kaiser Wilhelm Museum, Krefeld; Städtisches Museum, Wuppertal; Märkisches Museum, Witten
- 1951: Städtisches Museum, Mülheim/Ruhr; Bochumer Künstlerbund
- 1952: Suermondt-Museum, Aachen; Städtisches Museum Duisburg; Städtisches Museum, Gelsenkirchen; Karl Ernst Osthaus Museum, Hagen; Kölnischer Kunstverein, Köln; Schanze, Münster i.W.
- 1953: Kunsthalle, Bremen; Museum am Ostwall, Dortmund; Landesmuseum, Hannover; Württembergischer Kunstverein, Stuttgart
- 1954: Städtisches Museum, Oldenburg; Schaetzlerpalais, Augsburg
- 1955: Städtische Sammlung, Kaiserslautern
- 1958: Städtische Kunstsammlung, Düsseldorf
- 1961: Städtische Sammlung, Soest; Bayer Kulturhaus, Leverkusen
- 1962: Kunstverein, Tübingen; Kunstpavillon, Soest
- 1963: Galerie Maercklin, Stuttgart
- 1964: Universitätsmuseum, Marburg
- 1966: Kulturring, Marburg
- 1967: Kunstkreis, Gütersloh; Städtisches Museum, Bottrop
- 1968:  Galerie Maercklin, Stuttgart
- 1969: Märkisches Museum, Witten; Galerie Kröner, Freiburg
- 1976: Galerie Maercklin, Stuttgart
- 1979: Galerie Alvensleben, München
- 1980: Galerie für Raumkunst, Stuttgart
- 1981: Galerie Dorn, Stuttgart
- 1984: Rathausgalerie, Gerlingen
- 1986: Galerie Fischinger, Stuttgart
- 1989: Galerie Schlichtenmaier, Grafenau
- 1996: Galerie Schlichtenmaier, Grafenau
- 2005: Adolph-Kolping-Berufskolleg, Münster
- 2006: Galerie Schlichtenmaier, Grafenau
- 2006: Schloss Bonndorf, Bonndorf
- 2006: Museum der Stadt Waiblingen, Waiblingen
- 2016: Sparkassen-EnnepeFinanzCenter, Gevelsberg
- 23. August 2020 bis 10. Januar 2021: Unesco-Weltkulturerbe Fagus-Werk, Alfeld an der Leine

### Ausstellungsbeteiligungen (Auswahl)
- 1929: Gruppenausstellung junge bauhausmaler, mit Werken von Otto Berenbrock, Erich Borchert, Albert Braun, Willy Imkamp, Fritz Kuhr, Josef Leirer, Hilde Rantzsch, Hermann Röseler, Alexander Schawinsky, Lu Scheper und Fritz Winter als Wanderausstellung in Braunschweig, Krefeld, Halle (Saale), Erfurt und Berlin[2]
- 1929: Juryfreie Kunstschau, Berlin
- 1946: Allgemeine Deutsche Kunstausstellung, Dresden; Internationale Kunstausstellung Konstanz
- 1947: Extreme Malerei, Stuttgart; Gegenstandslose Malerei, Bern
- 1949: Zweite Deutsche Kunstausstellung, Dresden; Deutsche Malerei und Plastik der Gegenwart, Köln; Kunstschaffen in Deutschland, Central Art-Collection Point, München; Deutsche abstrakte Kunst, Zürich
- 1950: The Pittsburgh International Exhibition of Paintings, Carnegie-Institut
- 1951: Brooklyn-Museum, New York
- 1952: Gegenstandslose Malerei in Deutschland, Mannheim; 114. Frühjahrsausstellung, Kunstverein Hannover; gruppse sw, 1. Ausstellung, Stuttgart; Staatliche Kunsthalle Westdeutscher Künstlerbund, Kunsthalle Düsseldorf
- 1954: Kunst aus Esslinger Privatbesitz, Rathaus Esslingen; Kunst unserer Zeit, Sig. Karl Ströher, Darmstadt Landesmuseum, Darmstadt Landesmuseum; 116. Frühjahrsausstellung, Kunstverein Hannover
- 1955: The 1955 Pittsburgh International Exhibition of Contemporary Painting, Carnegie-Institut; Sonderausstellung Neue Darmstädter Sezession; Deutscher Kunstrat, Wanderausstellung Türkei
- 1956: 750 Jahre Dresden, Dresdner und Stuttgarter Künstler im Albertinum, Dresden; Gemeinschaftsausstellung Dresdner und Stuttgarter Künstler, Frankfurt
- 1957: Kunstausstellung Dresdner und Stuttgarter Künstler, Stuttgart; bauhaus-ausstellung, Sao Paulo
- 1958: Ars Viva Deutsche Malerei seit 1950, Kunstverein Oldenburg
- 1968: 50 Jahre Bauhaus, Stuttgart
- 1979: Sonderschau Wilhelm Imkamp auf der Allensbacher Kunstausstellung, Allensbach
- 1983: Künstler des Bauhauses, Galerie im Kunstverlag Weingarten
- 1983/84: Verband Bildender Künstler Württemberg, Wanderausstellung
- 1988/89: Stationen der Moderne. Die bedeutenden Kunstausstellungen des 20. Jahrhunderts in Deutschland, Berlin
- 2013/14: Bauhaus. Die Kunst der Schüler. Galerie der Stadt Remscheid und Bauhaus Dessau

- 1949–1959 regelmäßige Teilnahme an: Die Schanze, Münster
- 1953–1987 regelmäßige Teilnahme an der Großen Kunstausstellung im Haus der Kunst, München